# Ikiza
L'Ikiza (traduite depuis le kirundi sous les noms de : « Catastrophe », « Grande Calamité », « Fléau ») ou Ubwicanyi (« tueries ») est une série de meurtres de masse — souvent décrits comme un génocide — commis au Burundi en 1972 par l'armée et le gouvernement dominés par les Tutsis contre les intellectuels et les élites Hutus qui vivaient dans le pays. Des estimations prudentes avancent le nombre de 100 000 à 150 000 meurtres mais d'autres auteurs vont jusqu'à 300 000.

## Contexte

### Tensions interethniques au Burundi

Le Burundi (en rouge) est voisin du Rwanda au Nord, de la République démocratique du Congo à l'Ouest et de la Tanzanie à l'Est.

Au XXe siècle, le Burundi compte trois groupes ethniques principaux : les Hutus, les Tutsi et les Twa. La région est colonisée par l'Empire allemand à la fin du XIXe siècle et fait partie de l'Afrique orientale allemande. Au Burundi, tout comme au Rwanda voisin, les Allemands appliquent une politique d'indirect rule et laissent intactes les structures sociales. Ce système a permis aux minorités Tutsi de bénéficier d'un statut élevé d'aristocrates alors que les Hutus étaient rejetés en bas de l'échelle sociale. Les monarques du Burundi appartenaient à un seul groupe ethnique : les Ganwa ; toutefois, au fil du temps, ce groupe social connaît un déclin et le clan est intégré aux Tutsis. Pendant la Première Guerre mondiale, les troupes belges du Congo belge occupent le Burundi et le Rwanda. En 1919, sous l'égide de la Société des Nations, la Belgique est chargée d'administrer le Rwanda-Urundi. Même s'ils sont contraints de favoriser le progrès social sur leur territoire, les Belges ne modifient pas les structures de pouvoir locales. Après la Seconde Guerre mondiale, les Nations unies sont fondées ; le Rwanda-Urundi devient un territoire confié à l'ONU sous l'administration des Belges, qui avaient pour mission d'éduquer les populations locales en matière politique pour les préparer à l'indépendance.
Les habitants de l'Urundi sont autorisés à participer à la vie politique en 1959. Un gouvernement local aux pouvoirs limités est établi en 1961. L'Union pour le progrès national (UPRONA) remporte une victoire éclatante aux élections nationales de 1961 et son dirigeant, Louis Rwagasore, devient premier ministre. Bien qu'il soit le fils du roi Mwambutsa IV, il organise un service pour l'égalité des chances, ce qui suscite des espoirs de relations interethniques pacifiques. Il est assassiné un mois après sa prise de fonction. La polarisation des ethnies, qui jusque-là intéresse peu la classe dirigeante, ne tarde pas à absorber l'attention des élites politiques après l'assassinat. L'Urundi accède à l'indépendance en tant que Royaume du Burundi en juillet 1962 et le Rwanda devient une république indépendante.
Les personnalités politiques du Burundi sont irritées contre Mwambutsa qui intervient à maintes reprises dans leurs affaires dans l'intention de réformer les gouvernements indisciplinés du pays. Les violences commises contre les Tutsis pendant la Révolution rwandaise de 1962-1963 inspirent des inquiétudes en termes ethniques au Burundi. Depuis ces évènements, le régime du Burundi, dominé par les Tutsis, se mobilise pour éviter une flambée comparable dans ses frontières. En 1965, des assassinats, des machinations perturbatrices et un coup d'État avorté conduisent au meurtre de nombreux parlementaires hutus ainsi qu'à la montée de violences dans des milieux ruraux. L'année suivante, Mwambutsa transmet la monarchie à son fils Ntare V. Ntare est déposé rapidement lors d'un Coup d'État en 1966 dirigé par un jeune soldat tutsi de l'armée du Burundi : Michel Micombero. Micombero devient président du Burundi et, sous sa domination, le pouvoir politique se concentre dans les mains de Tutsis, notamment celles d'un clan issu de la province de Bururi : le Groupe de Bururi ; en parallèle, la participation des Hutus dans la direction politique décline peu à peu. En 1969, les rumeurs sur un coup d'État hutu déclenchent, de la part du gouvernement, une campagne d'exécutions de dizaines de personnalités hutus. Fin 1970, le Burundi compte une population de 5 millions de personnes, dont environ 85 % sont Hutu, 14 % Tutsi et 1 % Twa.
À la même époque, des tensions émergent entre des groupes de Tutsis : les Tutsi-Banyaruguru et les Tutsi-Hima. Traditionnellement, les Tutsi-Banyaruguru sont associés à la monarchie ; or, Micombero et nombre de ses collègues Bururi sont des Tutsi-Hima. En juillet 1971, son gouvernement accuse plusieurs Banyaruguru célèbres de conspirer pour rétablir Ntare sur le trône. Le 14 janvier 1972, un tribunal militaire condamne à mort neuf Banyaruguru et plusieurs autres à des peines de sept ans d'emprisonnement pour conspiration. Ces divisions entre Tutsis minent la légitimité du gouvernement de Micombero, largement composé de Hima.

### Retour de Ntare V
Le 30 mars 1972, Ndizeye Charles, dit Ntare V, est conduit sous escorte militaire en hélicoptère à Gitega depuis l'Ouganda via l'aéroport de Bujumbura après six années d'exil. Dès son arrivée, il est arrêté et assigné à résidence dans son ancien palais de la ville de Gitega . Les motivations de ce retour font l'objet de débats. Peu après l'arrestation de Ntare V, les médias officiels du Burundi déclarent qu'il est emprisonné parce qu'il trame un coup d'État pour remonter sur le trône avec l'aide de mercenaires blancs,. L'animateur de la radio publique Voix de la Révolution déclare : « Redoublons de vigilance, les ennemis de notre libération ne sont pas encore désarmés ».
En parallèle, le gouvernement du Burundi débat sur le sort réservé à Ntare V. Certains ministres soutiennent qu'il doit rester sous surveillance à Gitega et d'autres veulent l'exécuter. En particulier, le « Groupe de Bururi » considère que sa mort est nécessaire alors que les dirigeants qui s'y opposent craignent que tuer l'ancien roi n'entraîne de graves répercussions. Le 29 avril à midi, Micombero dissout son gouvernement et limoge plusieurs hauts fonctionnaires dont le secrétaire exécutif de l'UPRONA, André Yande. Certains Burundais accueillent la nouvelle avec enthousiasme en croyant qu'elle montre la décision de Micombero de prendre ses distances avec le « Groupe de Bururi ». L'administration est placée sous la gouvernance des directeurs généraux des ministères.

## Évènements

### Soulèvement des Hutus
Le 29 avril, entre 20 h et 21 h, des militants hutus entreprennent une série d'attaques à Bujumbura et dans les provinces méridionales de Rumonge, Makamba et Bururi. Dans chaque point chaud, les rebelles se rassemblent autour d'un groupe d'individus portant un « uniforme » composé de chemises noires, de tatouages, d'un bandana rouge ou de pots de peinture repeints en rouge. Les individus en question, qui opèrent par bandes de 10 à 30 participants, possèdent des armes automatiques, des machettes et des lances. Les militants sont rejoints par des exilés zaïrois, surnommés les « Mulelistes ». En effet, le Burundi à l'époque héberge des milliers d'exilés zaïrois dont la culture est différente de celle des Burundiens mais qui partagent leurs griefs envers le « Groupe de Bururi » et se montrent réceptifs à l'hostilité envers le régime de Micombero. Le terme « Muleliste » provient du nom de Pierre Mulele, qui a mené une rébellion comparable en Zaïre central entre 1964 et 1965. En réalité, les rebelles zaïrois qui ont rejoint les militants hutus sont principalement d'anciens partisans de Gaston Soumialot, qui a dirigé une rébellion similaire au Zaïre de l'Est à la même époque,. Les rebelles s'en prennent aux Tutsis et commettent de nombreuses atrocités, brûlent les maisons, abattent les troupeaux. Au Bururi, ils assassinent toutes les autorités civiles et militaires. Ils mettent la main sur les armureries à Rumonge et Nyanza-Lac, où ils tuent chaque Tutsi qu'ils rencontrent ainsi que de nombreux Hutus qui refusent de les rejoindre. Les paysans hutus et tutsis de Vyanda s'unissent pour tenter de repousser les assaillants. Les missionnaires estiment que les rebelles ont tué entre 800 et 1 200 Tutsi et Hutus entre le 29 avril et le 5 mai ; la majorité de victimes sont des Tutsis. René Lemarchand propose une fourchette de 1 000 à 2 000 Tutsi tués comme un nombre vraisemblable. Après avoir obtenu le contrôle des territoires du Sud, les rebelles se rassemblent à Vyanda et proclament la création de la « République de Martyazo ». Dans les territoires qu'ils contrôlent, les rebelles arborent un drapeau rouge et vert et ils soumettent les Tutsis capturés à des « tribunaux populaires ».
En fin de soirée le 29 avril, la Voix de la Révolution diffuse une déclaration d'état d'urgence. À Bujumbura, les rebelles tentent de s'emparer de la station de radio mais ils manquent leur effet de surprise et entreprennent bientôt des attaques erratiques contre les Tutsis. Les officiers de l'Armée ne tardent pas à mobiliser leurs troupes et à neutraliser les rebelles de la ville en 24 heures. La même nuit, Ntare est exécuté à Gitega par les soldats du gouvernement. Jean-Pierre Chrétien et Jean-François Dupaquier, après analyse de plusieurs témoignages, concluent que Ntare meurt par balles et par des coups d'arme blanche aux mains d'un groupe d'environ 12 soldats sous le commandement du capitaine Ntabiraho, qui a reçu les ordres de Micombero vers 23h15. Le 30 avril, Micombero rétablit les procureurs Cyrille Nzohabonayo et Bernard Kayibigi afin qu'ils l'aident à mater l'insurrection,. Les médias publics annoncent l'établissement de gouverneurs militaires en remplacement des autorités civiles dans chaque province, révèlent la mort de Ntare ; les médias disent que des monarchistes ont pris d'assaut son palais à Gitega dans l'intention de le libérer et qu'il est mort dans l'attaque.
Le même jour, Micombero sollicite l'assistance du gouvernement du Zaïre pour mater la révolte. Le président Mobutu Sese Seko réagit en envoyant une compagnie de parachutistes à Bujumbura, chargée d'occuper l'aéroport et de garder les lieux stratégiques de la ville. En outre, Micombero lui emprunte quelques jets pour des opérations de reconnaissance aérienne. Ces actes permettent à Micombero de garder la capitale sous contrôle et de libérer les troupes burundaises qui sont envoyées combattre l'insurrection dans le Sud. L'armée zaïroise se retire une semaine plus tard. Le président tanzanien Julius Nyerere envoie 24 tonnes de munitions à l'armée burundaises pour l'aider dans sa campagne,. Quand la portée des opérations de représailles devient connue, Mobutu et Nyerere refusent de prêter davantage leur aide à Micombero. Le gouvernement français vend des armes au régime burundais et plusieurs pilotes français sont envoyés combattre la rébellion,. L'Ouganda et la Libye ont aussi offert au Burundi leur appui technique pour enrayer la révolte.
Le gouvernement burundais lance une première contre-attaque avec des soldats de Bujumbura et des camps militaires de Bururi. Le 1er mai, les troupes de Bujumbura sécurisent Rumonge et le lendemain, les soldats de Gitega occupent Nyanza-Lac. Les témoins disent que tous les rebelles capturés par l'armée subissent des exécutions sommaires et sont enterrés dans des charniers. Toutes les personnes qui ont fui dans la brousse ou qui portent des marques de scarification sont catégorisées comme des « rebelles » et traquées. Ces exactions provoquent un exode de milliers de réfugiés vers le Zaïre et la Tanzanie, surtout de la part des anciens habitants des côtes du Lac Tanganyika. Un hélicoptère burundais lâche des tracts indiquant que l'ordre serait bientôt rétabli tandis qu'un autre mitraille les civils en fuite. Entre le 30 avril et le 5 mai, l'armée se concentre sur la reprise des rivages du Lac Tanganyika. Le 10 mai, le gouvernement annonce que l'armée a repris le contrôle des régions du Sud, même s'il reste encore des combats.

### Tueries de masse
Après avoir sécurisé le Bururi et éradiqué la révolte, le gouvernement burundais entame une campagne de répression et ses premières cibles sont des élites hutus restées dans le pays. Tous les anciens ministres hutus du gouvernement de Micombero sont arrêtés dès la première semaine de la crise. Parmi eux se trouvent les quatre membres du conseil le 29 avril avant sa dissolution : Joseph Baragengana, Pascal Bubiriza (en), Marc Ndayiziga, Jean Chrysostome Bandyambona. Tous quatre sont exécutés. Les officiers hutus de l'armée subissent une purge précipitée : le Haut Commissariat des Nations unies pour les réfugiés estime que 131 officiers hutus sont tués fin mai et que seuls quatre ont survécu. Martin Ndayahoze, officier hutu fidèle à Micombero, vit une disparition forcée après avoir été convoqué à une réunion de crise le matin du 30 avril. Par la suite, la population apprend qu'il a été arrêté et exécuté et les fonctionnaires burundais affirment qu'il tramait contre le gouvernement. D'après l'ambassadeur américain Thomas Melady (en), outre ces purges, plus de 500 soldats hutus sont emprisonnés ainsi que 2 000 fonctionnaires vivant dans la capitale. Le gouvernement a reconnu le meurtre de ces prisonniers en déclarant que les « auteurs » du soulèvement ont été arrêtés, jugés et exécutés. Toutefois, aucun procès public n'a eu lieu envers les personnes accusées de fomenter les troubles. Les victimes issue de Bujumbura sont enterrées dans une fosse commune à Buterere.
Comme Micombero avait dissous son gouvernement, les premiers stades de la répression sont marqués par une grande confusion. Concrètement, des personnes en lien étroit avec le président, notamment le « Groupe de Bururi », parvient à préserver son autorité. Le 12 mai, Micombero nomme Simbananiye au poste d'ambassadeur itinérant, ce qui lui permet d'organiser et de diriger les meurtres de Hutus. Les secours de l'étranger voient bientôt dans Albert Shibura (en) et d'autres membres-clés du « Groupe de Bururi » les intermédiaires à solliciter pour toute négociation officielle avec les autorités. Par conséquent, le noyau du gouvernement consolide rapidement son emprise. Cette confusion ne touche d'abord que les échelons supérieurs de l'administration alors que les échelons inférieurs ne sont guère perturbés dans leurs opérations de répression. En mai, les autorités burundaises interdisent aux journalistes étrangers d'entrer sur le territoire national.
Des étudiants tutsis de l'université du Burundi agressent et tuent certains de leurs homologues hutus. Au total, les autorités arrêtent 56 étudiants hutus dans l'établissement avant de les emmener, comme d'autres membres hutus du personnel. Gabriel Barakana, recteur de l'université, condamne le meurtre de personnes innocentes et, en particulier, des étudiants dans un discours public le 9 mai. En privé, il pousse aussi Micombero, qui est son ami, de mettre fin à la répression. Au 8 mai, la majorité des hutus instruits de Bujumbura ont été éliminés et le régime déploie la répression dans les provinces : Micombero appelle ses partisans à chercher de « nouvelles victoires ». La répression s'étend alors au Nord du pays. Quelques prêtres chrétiens étrangers, au Nord, condamnent les opérations, ce qui provoque leurs interrogatoires par la police concernant leurs « activités politiques » ainsi que leur mise sous surveillance. Au total, 17 prêtres catholiques hutus sont tués et deux évêques assignés à domicile. Plusieurs supérieurs hiérarchiques des missions catholiques adressent une lettre à l'Épiscopat du Burundi pour protester contre les religieux qui n'ont pas condamné les atrocités commises contre les Hutus. L'archevêque André Makarakiza (Tutsi) soutient la position de l'Église et la Sûreté Nationale burundaise expulse plusieurs signataires.
Les autorités judiciaires du Burundi s'engagent largement dans la répression. Les procureurs autorisent les premières arrestations dans les provinces contre des personnes soupçonnées depuis longtemps de dissidence ou contre celles qui mènent la révolte. Progressivement, les actes d'accusation et les arrestations touchent aussi les proches des personnes arrêtées au point de frapper des segments entiers de la population. Les réunions de routine entre les fonctionnaires des communes et des provinces au sujet des thèmes généraux de gouvernance dérivent vers des discussions sur les gens soupçonnés de participer à la rébellion. À mesure que se déploient les arrestations, le magistrat Déogratias Ntavyo note que des « difficultés d'ordre matériel » l'empêchent de fournir les détails de ses mandats d'arrêt. Mi-mai, Ntavyo catégorise 101 détenus selon leur métier et leur proximité géographique. Ces catégories correspondent aux accusations suivantes : fonctionnaire qui a utilisé sa fonction au gouvernement pour saper volontairement les institutions de l'État ; religieux qui ont prôné la sédition et le fanatisme ; marchands aisés qui, avec leur argent, ont persuadé autrui de soutenir leur cause,. D'après Aidan Russell, l'avis de Ntavyo reflète celui qui règne alors dans le pays, à savoir : « couper tout ce qui dépasse ».
En général, les autorités arrêtent les gens d'après les noms inscrits sur une liste. Certaines personnes sont arrêtées sur un caprice personnel pour des motifs opportunistes, par exemple si elles vivent dans une belle maison se prêtant au pillage ; même dans ce cas, les autorités justifient leur choix en déclarant que la victime figure sur les listes. Si certains prisonniers sont brutalisés au moment de l'arrestation, dans la majorité des cas la procédure se déroule pacifiquement et les victimes sont ensuite exécutées par des soldats ou des gendarmes à l'abri des regards. Les témoignages sur les tueries se rejoignent sur l'attitude des Hutus visés par l'État : ils se montrent dociles et coopératifs envers les autorités. Les autorités se déploient de nuit dans les secteurs ruraux et se déplacent de maison en maison ; dans les villes en revanche, des barrages routiers sont installés et les Hutus tirés de leurs véhicules. Les auteurs des meurtres sont surtout l'armée, les Jeunesses Révolutionnaires Rwagasore (la branche pour jeunes de l'UPRONA) et un nombre inconnu de réfugiés tutsis rwandais qui ont fui la Révolution rwandaise.
Michel Kayoya, intellectuel hutu, est arrêté par le régime pour « racisme » dans les premiers jours de l'Ikiza avant d'être retiré de prison puis tué par balles le 15 mai. Joseph Cimpaye (en), ancien premier ministre, est lui aussi exécuté, tout comme l'ancien parlementaire et gouverneur Eustache Ngabisha (en), l'administrateur d'université et ancien ministre Claver Nuwinkware, et le footballer Meltus Habwawihe.
Lors de la campagne de répression, de rares meurtres de Tutsis sont dirigés par l'État. Les observateurs internationaux à Bujumbura remarquent un « nettoyage » des Tutsis locaux : les autorités arrêtent et exécutent des personnalités modérées qui manifestent des réserves envers la campagne contre les Hutus. Le « Groupe de Bururi » commandite l'arrestation de Tutsis « progressistes » début mai. Environ 100 Tutsis sont exécutés à Gitega le 6 mai pendant un incident émanant probablement de rivalités Hima-Banyaruguru. Dans la province de Ngozi, le gouverneur militaire Joseph Bizoza fait assassiner six fonctionnaires tutsis dont l'ancien ministre Amédée Kabugubugu,. Le gouverneur civil, Antoine Gahiro, s'inquiète pour sa sécurité et prend la fuite, aussi seul Bizoza commande-t-il le secteur. Plusieurs ressortissants rwandais et zaïrois sont aussi tués. L'ambassadeur belge signale qu'un citoyen belge est tué aux premiers jours de la répression, même si certains imputent ce fait à un accident. Aucun autre occidental n'a été inquiété.
La violence atteint son apogée en juin. Au début du mois, Micombero envoie des « Conseils des sages » visiter le pays pour inviter les populations au calme et les informer que la crise est surmontée. Dans certains cas, ces conseils organisent des réunions pour inciter les Hutus à quitter leurs cachettes afin que l'armée puisse les emmener et les exécuter. Le 21 juin, le commandeur en chef Thomas Ndabyemeye annonce que les opérations militaires sont toutes achevées. Le 13 juillet, l'armée burundaise saisit les véhicules de l'UICEF ainsi qu'un bateau de surveillance appartenant à l'ONU et exécute les Hutus qui travaillent au service de l'ONU. La Sûreté Nationale envoie aussi des agents au Zaïre de l'Est pour extrader les Hutus recherchés. Le lendemain, Micombero forme un nouveau gouvernement avec Albin Nyamoya (en). Pour désamorcer les critiques sur la campagne violente, il place davantage de modérés dans son cabinet, dont quelques Hutus à titre symbolique. Simbananiye redevient ministre des Affaires étrangères puis il remanie le commandement de l'armée ; il limoge le commandant adjoint qui a joué un rôle crucial dans les massacres de civils et élimine les soldats tutsis modérés. Le nouveau Premier ministre mène une tournée de visites dans le pays et débat avec des foules dominées par les Tutsis. Il affrme que la paix est rétablie mais les encourage à se méfier des « traîtres » qui restent. La majeure partie des exécutions est terminée début août,. Le 23 août, les gouverneurs civils sont rétablis dans les provinces.

### Version officielle du Burundi
Micombero déclare que 100 000 personnes sont mortes pendant et après la rébellion en laissant entendre que les décès de Tutsis et de Hutus sont comparables. Il nie officiellement que la dissolution du gouvernement ait un rapport avec la révolte et dit que la succession des évènements est « purement fortuite ». Au début de l'Ikiza, le gouvernement tente d'établir un lien entre les rebelles hutus et les monarchistes rwandais mais cette thèse est vite écartée car les rebelles professent une idéologie fondée sur la suprématie hutue alors que la plupart des monarchistes rwandais sont, dans la population, vus comme des Tutsis. Fin juin, Nzohabonayo énonce dans une interview que le soulèvement du Sud s'inscrit dans un complot « impérialiste » ourdi par les insurgés hutus, les partisans de l'ancien rebelle zaïrois Pierre Mulele et les anciens ministres hutus dans l'intention de capturer Burundi comme base pour attaquer la Tanzanie et le Zaïre.
Si les observateurs internationaux tendent à accréditer la thèse d'un quelconque « complot hutu », ils se montrent plus sceptiques concernant l'efficacité et la précision de la campagne de répression anti-Hutu. Certains dignitaires chrétiens soupçonnent le gouvernement d'avoir eu connaissance du complot et d'avoir laissé courir la révolte pour qu'elle serve de prétexte aux massacres. Le 26 juin, l'ambassade burundaise aux États-Unis émet un livre blanc qui conteste les accusations de génocide. Dans un paragraphe, le document précise : « Nous ne croyons pas que la répression soit l'équivalent d'un génocide : un abîme sépare ces deux actes. Il n'est pas question de répression mais bien d'actes de LÉGITIME DÉFENSE CAR NOTRE PAYS ÉTAIT EN GUERRE »,. Le livre blanc accuse les rebelles d'avoir préparé avec soin un génocide visant à éliminer tous les Tutsis burundais. En septembre, le gouvernement publie un livre blanc intitulé Autopsie de la tragédie au Burundi et le diffuse aux diplomates. Selon ce document, la violence interethnique est orchestrée par des étrangers et la Belgique est grandement responsable des évènements de 1972. Ce document n'impute aucune responsabilité des dirigeants burundais dans les violences. Des sources venant de l'étranger s'opposent aux versions officielles, disant que la description du soulèvement est exagérée et que la répression est minimisée. Les évêques burundais ont largement soutenu la thèse du gouvernement et évoqué « un complot diabolique pour tromper la population afin de nourrir la haine raciale ». Deux évêques ont déclaré que les massacres sont imputables à une « attaque d'une puissance étrangère ». Le gouvernement et l'Église évoquent la rébellion et les massacres sous l'euphémisme de « troubles ».

## Analyses

### Bilan humain
Selon des estimations prudentes, les victimes des meurtres correspondent à une fourchette comprise entre 100 000 et 150 000 personnes mais d'autres penchent pour 300 000, soit près de 10 à 15 % de la population masculine hutu du Burundi. Lemarchand pense que les morts hutus s'élèvent à un nombre de 200 000 à 300 000. Comme la répression a frappé des intellectuels hutus et comme la majorité des personnes instruites au Burundi étaient des hommes, la campagne de répression a tué davantage d'hommes que de femmes. Environ 75 % des Burundais hutus instruits sont morts. 

### La question du génocide
Les universitaires n'ont pas dégagé de consensus pour déterminer si l'Ikiza constitue une campagne de génocide, de « génocide sélectif », de « double génocide » ou simplement un vaste nettoyage ethnique. Beaucoup préfèrent employer le terme de « massacre ». Le juriste international William J. Butler et George Obiozor (en) concluent que « des actes génocidaires ont été commis au Burundi et les Hutus sont les principales victimes ». Jean-Pierre Chrétien qualifie l'Ikiza de « véritable génocide contre les élites hutues ». Leo Kuper (en) estime qu'il s'agit d'un génocide et il en va de même pour Alison Des Forges. Lemarchand voit dans ces répressions un « génocide sélectif » et un « génocide partiel » et souligne l'attention portée aux intellectuels dans la population générale des Hutus,. Irving Louis Horowitz (en) critique la formulation de Lemarchand. Les experts qui ont analysé le génocide de 1994 tendent à minimiser la portée des évènements de 1972 au Burundi. Les universitaires Scott Straus (en) et David Leonard les qualifient de « massacres organisés » au lieu de « génocide ». David Rieff écrit que la sélection des Hutus selon le niveau d'instruction signifie que les massacres correspondent aux lois internationales contre le génocide. L'historien Timothy J. Stapleton pense lui aussi que l'Ikiza remplit les conditions internationales pour la qualification de génocide. En 1985, les Nations-unies qualifient, rétrospectivement, les tueries de 1972 de génocide.
Si la plupart des débats universitaires sur l'usage du terme « génocide » appliqué aux évènements de 1972 au Burundi renvoient aux massacres de Hutus par des Tutsis, Chrétien et Jean-François Dupaquier considèrent que les activités anti-Tutsis des rebelles hutus prouvent un « projet génocidaire » qui ne s'est jamais concrétisé. À l'appui de cette thèse, Chrétien et Dupaquier citent l'existence de pamphlets, distribués par les rebelles, où figuraient des appels explicites au génocide contre les Tutsis. Il n'existe aucun exemplaire de ces documents mais les deux historiens citent un livre de Marc Manirakiza, opposant au régime de Micombero, qui déclare avoir reproduit la quasi-totalité de ces tracts. Lemarchand rejette l'authenticité de ces documents et critique la thèse de Chrétien et Dupaquier.
En juin 2025, Le Burundi exhorte les Nations Unies à reconnaître officiellement les massacres de Hutus de 1972-1973 comme un génocide.